# Ferruccio Guicciardi
Ferruccio Guicciardi Romani (Modena, 2 luglio 1895 – Cali, 1947) è stato un aviatore italiano.
Valoroso pioniere dell'aeronautica, fu tra i primi trasvolatori delle Ande ecuadoregne, e celebrato come uno dei primi piloti commerciali della Colombia, a cui le poste di quel paese hanno dedicato un francobollo.

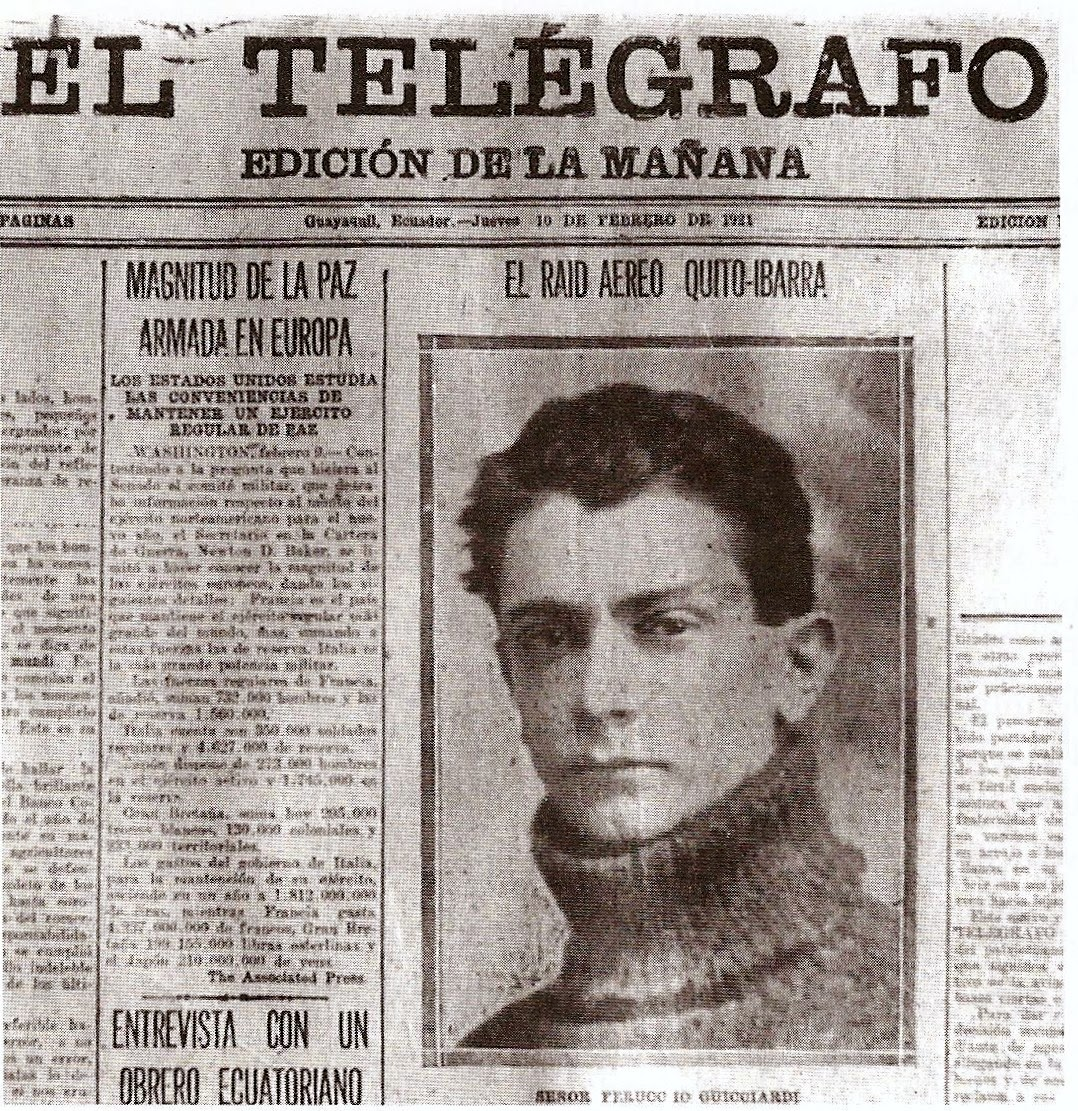

## Biografia
Nacque a Modena il 2 luglio 1895, e con l'entrata in guerra dell'Italia, il 24 maggio 1915, fu richiamato in servizio nel Regio Esercito, presentando poco tempo domanda per entrare in aviazione. All'inizio del 1916 venne assegnato alla 2ª Squadriglia per l'artiglieria da osservazione, equipaggiata con velivoli Macchi Parasol, passando successivamente alla 42ª equipaggiata con i Caudron G.3. Nei primi giorni del mese di aprile dello stesso anno fu trasferito presso la neocostituita 71ª Squadriglia caccia, dove si distinse particolarmente venendo decorato per le sue azioni con una Medaglia di bronzo al valor militare. Il 29 dello stesso mese rimase ferito in combattimento. Il 1º gennaio 1917 è nella 70ª Squadriglia caccia, la stessa ove militava l'asso Francesco Baracca, dove rivendicò due vittorie che non gli furono riconosciute. Nel 1918 fu trasferito alla 77ª Squadriglia, dove conobbe Elia Antonio Liut, e poi alla 73ª Squadriglia, equipaggiata i caccia Hanriot HD.1, rimanendovi fino al termine delle ostilità.

### Il trasferimento in Ecuador e poi in Colombia
Nel 1920 seguì Elia Liut in Ecuador  in compagnia di Giannino Ancilotto, Adolfo Bossio, Tullio Petri e il meccanico Giovanni Fedeli. In Ecuador coadiuvò Liut nel primo volo postale effettuato nel paese tra Guayaquil e Quito, su contratto i proprietario della testata giornalistica "El Telégrafo" Bettino Berrini e Josè Abel Castillo.
Il 4 novembre Liut, da lui rassicurato per telegrafo sulle condizioni meteo, decollò a bordo dell'Hanriot HD.1 "Telegrafo I" alle 9:30 da Guayaquil, e nonostante le avverse condizioni meteorologiche, alle 11:21 atterrò a Cuenca. Il pilota fu accolto da una marea di gente festante e accompagnato nella piazza principale della cittadina dove consegnò alle autorità locali la prima posta aerea dell'Ecuador. Subito dopo l'atterraggio Liut inviò due telegrammi, uno a Castillo e uno al meccanico Fedeli per informarli della riuscita del volo e ringraziarli per il loro sostegno alla sua iniziativa, e pianificò un nuovo volo per raggiungere Quito, la capitale del paese, in due tappe: da Cuenca a Riobamba, e da qui a Quito. Per la prima tappa cedette il posto di pilota a Guicciardi che decollò il 19 novembre, atterrando semi-congelato all'ippodromo di Riobamba, e superando i 3.806 metri del Bueran. Il giorno 27 Guicciardi e Castillo partirono in treno alla volta della capitale per organizzare i preparativi dell’atterraggio. Il giorno seguente, il 28 novembre, Liut decollò alle 8:53 senza una cartina, orientandosi seguendo i binari della linea ferroviaria. Iniziò troppo presto le manovre di atterraggio e riuscì ad arrivare planando fino alla città. Fu l'ultimo suo volo a bordo del Telegrafo I. L'aereo continuò a volare con Guicciardi, che rimase alle dipendenze di Castillo, così come il meccanico Giovanni Fedeli. Il 9 febbraio 1921 Guicciardi raggiunse Ibarra partendo da Quito, superando vette di 5 500 metri senza ossigeno con un velivolo, che oltre gli handicap ben noti, iniziava ad avere parecchi chilometri sul motore. Il 1 febbraio effettuò un volo di andata e ritorno da Ibarra a Itavalo senza grossi problemi. Il 16 febbraio ripartì da Ibarra per raggiungere Tulcán, ma a causa dell'esaurimento della benzina deve effettuare un atterraggio di emergenza presso la fattoria di un solitario contadino. Raggiunta la cittadina di San Julian si rifornì di carburante, e dopo aver fatto il pieno ripartì raggiungendo Tulcán. Il 7 marzo atterrò a Pasto, in territorio colombiano, dove consegnò la prima posta aerea tra i due paesi, venendo informato che la città di Calì offriva un premio in denaro all'aviatore che per primo l'avrebbe raggiunta con il proprio velivolo. Il 21 marzo decollò da Pasto atterrando a Calì nella proprietà terriera di un certo Pio Rizo, finendo in mezzo ad un recinto di cavalli. Nelle periodo successivo effettuò numerose dimostrazioni aeree, decidendo di trasferirsi definitivamente in Colombia.

### L'attività in Colombia
La compagnia aerea CCNA (Compañía Colombiana de Navegación Aérea) gli offrì un posto di pilota, ed egli accettò.  Il 15 giugno decollò da Barranquilla con un Farman F.60 Goliath della compagnia, da tempo fermo, con destinazione Medellín, un volo di circa 500 km. A causa di vari problemi il volo si svolse a tappe, terminando solo il 24 luglio. Con l'intento di avviare un servizio aereo di trasporto passeggeri la SCADTA (Sociedad Colombo-Alemana de Transportes Aereos) costituì nel 1923 la propria filiale LIADCA (Lineas Aereas del Cauca) affidandoneglie la direzione. Il servizio di trasporto doveva svilupparsi tra le città di Medellín, Manizales, Cartago e Calì, e allo scopo furono acquistati due aerei Fokker F.II Express equipaggiati con propulsori tedeschi.
Il 15 dicembre 1923 partì con il Fokker C.II "Medellín" da Barranquilla per raggiungere Puerto Wilches e poi Medellín.  Vicino a Calamar, a causa di un guasto al motore i due aviatori atterrarono sulle rive del rio Magdalena, da cui decollarono una volta effettuate le necessarie riparazioni il 20 dicembre. Messa in liquidazione la LIADCA a causa di un incidente aereo avvenuto l'8 giugno 1924 che causò gravi difficoltà economiche alla SCADTA, tanto che dovette chiudere la propria filiale, si trasferì presso quest'ultima. Allo scoppio del Guerra colombo-peruviana (1932-1933), prestò i suoi servizio all'Aviacion Militar Colombiana, effettuando missioni di rifornimento, trasporto e ricognizione. Il ministro Alfonso Araujo lo designò  Delegato Tecnico della Commissione incaricata di selezionare un nuovo tipo di velivolo da addestramento destinato ad equipaggiare i reparti dell'aviazione militare. Si spense nel 1947, e la salma fu tumulata all'interno della chiesa di San Fernando Rey a Cali. Sulla sua tomba vi è il seguente epitaffio: Del cielo viniste y al cielo volviste.

### Annotazioni
1. ↑  I due aerei furono battezzati "Medellín" e "Manizales". All'interno della cabina trovavano posto il pilota, il copilota e un passeggero.
2. ↑  In quella data andò distrutto il Junkers F-13 "Tolima", causando la morte dell'aviatore Helmuth von Krohn e del presidente della SCADTA Ernesto Cortissoz, pioniere dell'aviazione colombiana.

### Fonti
1. 1 2 3 4 5 6 7 8 9  Emiliani, Magnani 2015, p. 70.
2. 1 2 3 4  Soave 2008, p. 89.
3. ↑  Friuli nel Mondo n.674, dicembre 2010, p. 8.
4. ↑  Emiliani, Magnani 2015, p. 69.
5. 1 2 3  Emiliani, Magnani 2015, p. 71.
6. 1 2 3 4 5 6  Emiliani, Magnani 2015, p. 72.